# Walewice (gmina)
Walewice (od 1870 Bielawy) – dawna gmina wiejska istniejąca w XIX wieku w guberni warszawskiej. Siedzibą władz gminy były Walewice.
Za Królestwa Polskiego gmina Walewice należała do powiatu łowickiego w guberni warszawskiej. 31 maja 1870 do gminy Walewice przyłączono pozbawione praw miejskich Bielawy.
W tym samym roku nastąpiła zmiana nazwy gminy. 1 października 1870 pozbawioną praw miejskich Sobotę przyłączono już do jednostki o nazwie gmina Bielawy.